# Pensionnat de Demoiselles van Héger
Het Pensionnat de Demoiselles van Héger was een kostschool in Brussel. De school werd in 1842 opgericht door Claire Parent, de echtgenote van Constantin Héger.

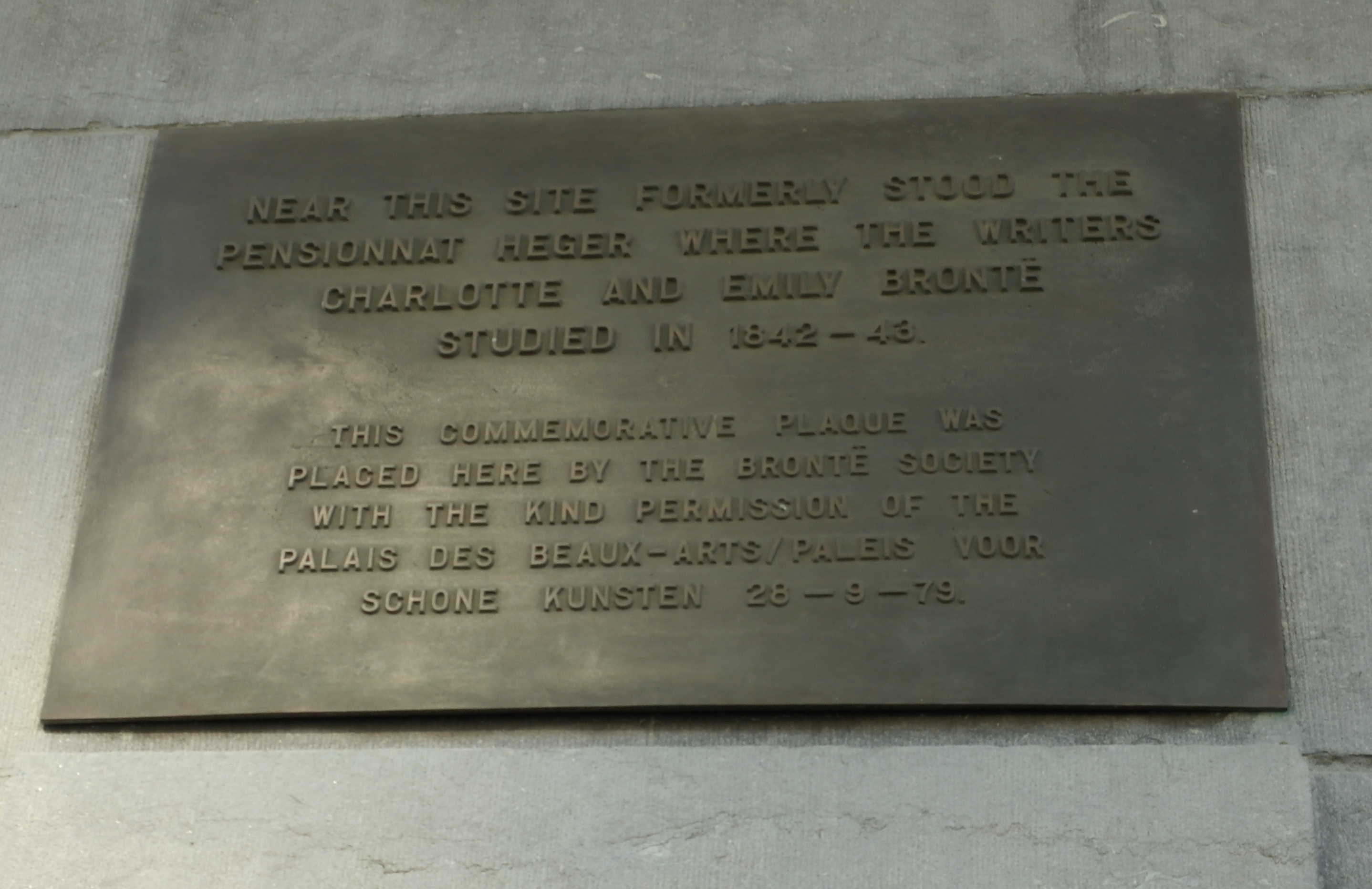
Gedenkplaat voor het Pensionnat (geschonken door de Brontë Society)

De school was eerst gevestigd in de Isabellastraat 34-38 (ter hoogte van de kruising met de Terarkenstraat). Later werd het huisnummer 32 de hoofdingang, tegenover de trappen van de rue de la Bibliothèque (nu Baron Hortastraat). De gebouwen omvatten de kapiteinsresidentie van de schuttergilde (kruisboog) Guilde des arbalétriers du Grand Serment Royale et de saint Georges. De lusthof van de kostschool, ongeveer 21 are groot, is het voormalige exercitieterrein van de gilde.
Toen de gezusters Brontë zich inschreven (volgens een brief van Charlotte gedateerd mei 1842) telde de school een veertigtal externe jonge dames en twaalf interne. Verder werd de school beheerd door drie leraars: directrice Claire Héger, haar man Constantin Héger en een Engelse gouvernante voor de kinderen van het gezin Héger-Parent. De lessen omvatten taalonderwijs in het Frans en Duits, schrijven en rekenen, en daarnaast artistieke vaardigheden als tekenen, musiceren en zang.
Nadat het echtpaar Héger-Parent met pensioen was gegaan, werden de gebouwen overgenomen door het toenmalige ministère de l'Instruction publique (ministerie van onderwijs) en toegevoegd aan de Gemeentelijke Lagere School nr. 1 aan de Terarkenstraat.
Tussen 1907 en 1912 onderging deze buurt belangrijke stedelijke en bouwkundige ingrepen en in 1922 maakte de kostschool aan de Isabellastraat plaats voor de gebouwen van de Société générale de Belgique en het Paleis voor Schone Kunsten (nu Bozar).